# Danis
Danis (toponimo romancio) è una frazione di 436 abitanti del comune svizzero di Brigels, nella regione Surselva (Canton Grigioni).

## Monumenti e luoghi d'interesse
- Cappella cattolica della Santissima Trinità, eretta nel 1581 da Christian von Castelberg[1].